# Hydropsyche wadimusae
Hydropsyche wadimusae là một loài Trichoptera trong họ Hydropsychidae. Chúng phân bố ở miền Cổ bắc.